# 佩特蘭卡
48°54′15″N 24°18′49″E / 48.90417°N 24.31361°E
佩特蘭卡（烏克蘭語：Петранка），是烏克蘭西部的村莊，隸屬伊萬諾-弗蘭科夫斯克州的卡盧什區。該村處於別列日尼齊亞河畔，始建於1603年，面積40.99平方公里，2001年人口3,049。